# Out of Nothing
Out of Nothing è il quarto album in studio del gruppo musicale britannico Embrace, pubblicato il 13 settembre 2004 dalla Independiente.

## Tracce
Testi e musiche di Danny McManara e Richard McNamara, eccetto dove indicato.
1. Ashes – 4:20
2. Gravity – 4:39 (Guy Berryman, Jonny Buckland, Will Champion, Chris Martin)
3. Someday – 5:38
4. Looking as You Are – 4:04
5. Wish 'Em All Away – 3:58
6. Keeping – 4:31
7. Spell It Out – 4:53
8. Glorious Day – 3:51
9. Near Life – 5:46 (Embrace, Martin Glover)
10. Out of Nothing – 5:31 (Embrace, Martin Glover)

DVD bonus nella Limited Edition
1. SG#15 Secret Tour
2. SG#14 Sun Seeker

Tracce bonus nella versione giapponese
1. Waterfall – 5:04
2. Too Many Times – 3:59

## Formazione
- Danny McNamara – voce, chitarra
- Richard McNamara – chitarra, voce
- Steve Firth – basso
- Mickey Dale – tastiera, cori, arrangiamento strumenti ad arco
- Mike Heaton – batteria, percussioni, cori

Altri musicisti
- Gareth Jones – programmazione
- The London Session Orchestra – strumenti ad arco

Produzione
- Youth – produzione
- Clive Goddard – ingegneria, missaggio